# تکقایاسی
تکقایاسی (به لاتین: Təkəqayası) یک منطقهٔ مسکونی در جمهوری آرتساخ است که در استان شاهومیان واقع شده‌است.